# Malvasia bianca di Candia
La  malvasia bianca di Candia  est un cépage italien de raisins blancs de la grande famille de Malvasia. Elle aurait une certaine ressemblance avec la malvasia del Lazio.

## Origine et répartition géographique
Elle provient du sud de l’Italie. D'origine probable grecque (le nom italien de héraklion en Crète est Candia), elle est classée recommandée ou autorisée dans de nombreuses provinces d'Italie et au Portugal pour l'île de Madère.
Elle est classée cépage d'appoint en DOC Bianco Capena, Castelli Romani, Cerveteri, Circeo, Colli Albani, Colli della Sabina, Colli di Scandiano e di Canossa, Colli Lanuvini, Cori, Guardia Sanframondi o Guardiolo, Marino, Montecompatri Colonna, Monteregio di Massa Marittima, Scavigna, Tarquinia, Velletri  et Zagarolo. En 1998, elle couvrait 15,523 ha.

## Caractères ampélographiques
- Extrémité du jeune rameau cotonneux, blanc et vert blanchâtre.
- Jeunes feuilles aranéeuses, vert jaunâtre.
- Feuilles adultes, à 5 lobes (parfois 3 lobes) avec des sinus supérieurs en V ouvert, un sinus pétiolaire en lyre ouverte, des dents anguleuses, moyennes, un limbe aranéeux.

## Aptitudes culturales
La maturité est de troisième époque: 30  jours après le chasselas.

## Potentiel technologique
Les grappes sont grandes et les baies sont de taille moyenne. La grappe est cylindro-conique, ailée et assez lâche. La chair est juteuse et d'une saveur simple légèrement aromatique. Le cépage est de vigueur moyenne et la production est abondante et constante. La malvasia bianca di candia est souvent assemblée avec le trebbiano et le malvasia del Lazio. Les vins sont légèrement parfumés et de couleur jaune pâle.

## Synonymes
La  malvasia bianca di Candia est connue sous les noms de malvasia, malvasia bianca, malvasia di Candia, malvasia Candida, malvasia rossa, malvasia de Madère, malvasia fina de Madeira